# Ludwig Hohlwein
Ludwig Hohlwein (Wiesbaden, 27 luglio 1874 – Berchtesgaden, 15 settembre 1949) è stato un architetto, pittore e illustratore tedesco.
Assieme a Lucian Bernhard, Ernst Deutsch-Dryden, Hans Rudi Erdt e Julius Klinger fu tra i più rinomati artisti nel campo della pubblicità dei primi del '900 in Germania.

## Biografia
Durante il suo studio alla Technische Hochschule a Monaco di Baviera fece le prime illustrazioni per la rivista della Akademische Architektenverein. Dopo gli studi a Monaco e a Dresda, e dopo viaggi di studio a Londra e Parigi si stabilì a Monaco per lavorare come architetto d'interni per case private, per hotel e per imbarcazioni da crociera. Nel 1901 sposò Leoni Dörr da cui ebbe due figli. Dal 1904 incomincia la sua attività come grafico.
Lavorò per conto di numerose società tedesche e non, tra le quali Audi, Bahlsen, BMW, Daimler-Benz, Erdal, Ernemann, Görtz Schuhe, Kaffee Hag, Kulmbacher Brauerei, Leitz, Lufthansa, Märklin, MAN, Pelikan, Henkel ("Persil"), Pfaff, Reemtsma, Sulima, Zeiss.
Molto noto è anche il suo manifesto per l'Esposizione mondiale di Bruxelles del 1910.
Nel 1931 rifiuta un'offerta di lavoro negli USA. Nel 1933 aderisce al Partito Nazionalsocialista Tedesco dei Lavoratori, partito per il quale aveva già disegnato alcuni manifesti negli anni precedenti senza prendere nessuna distanza dalla dittatura. Le sue immagini visualizzavano graficamente l'estetica grafica del Terzo reich. Hohlwein realizzò i manifesti per i giochi olimpici di Berlino del 1936. Alcune delle sue grafiche saranno utilizzate come francobolli nella Germania nazista.
Nell'immediato dopoguerra, per aver cooperato con il regime nazista, gli venne imposto il divieto di lavorare. Più tardi riprese la sua attività come grafico in un piccolo studio a Berchtesgaden dove si era trasferito nel 1944 a seguito della distruzione a causa di un bombardamento del suo atelier di Monaco.
Alcune sue realizzazioni grafiche sono ancora utilizzate, soprattutto nel sud della Germania, come per esempio il suo manifesto per la birra Franziskaner utilizzato per l'etichetta oppure i suoi manifesti per lo Zoo di Monaco Hellabrunn.